# Malínovka (Pervomàiskoie)
Malínovka (en rus: Малиновка) és un poble de l'óblast de Tomsk, a Rússia. Forma part de l'assentament rural de Kuyanovskoye. El 2010 tenia 135 habitants.
Va ser fundada el 1908. El 1926, el poble de Sredne-Orekhovo constava de 46 llars, la població principal eren russos. El centre del consell del poble d'Orekhovsky del districte de Zyryanovsky del districte de Tomsk de la regió de Sibèria.
D'acord amb la Llei de l'oblast de Tomsk de data 10 de setembre de 2004 núm. 204-OZ "Sobre la concessió de l'estatus de districte municipal, l'assentament rural i l'establiment dels límits de les entitats municipals al territori del districte de Pervomaisky. El poble va passar a formar part de l'assentament rural de Kuyanovskoye.